# 加々見絵里
加々見 絵里（かがみ えり、1982年 4月21日 - ）は、福岡県出身の少女漫画家。女性。血液型はO型。

## 来歴
『初色共想曲☆』で第55回 りぼん新人漫画賞 佳作受賞がきっかけとなり、「りぼん 2004年冬休みびっくり大増刊号」 （集英社）にてデビュー。2007年には本誌の「けんしょう当選者発表」でイラストを担当していた。

## 書籍

### コミック
集英社「りぼん」のコミックス-りぼんマスコットコミックス
- 生物彗星WoO（全1巻、2007年3月15日出版）
  - 全6話、特別編収録。この作品はNHKで放送された特撮テレビ番組を漫画にしたもの。漫画での設定は大きく異なっている。
- 悪魔のような花婿（全4巻　原作：松田志乃ぶ、2012年1月13日 - 2013年10月15日出版）

KADOKAWA/アスキー・メディアワークス「シルフ」のコミックス-シルフコミックス
- それは色めく不協和音（全2巻、2015年3月19日 - 2015年10月21日出版）
- コラボ短し集えよ乙女（全2巻、監修・協力：アニメイトカフェ、2017年2月22日 - 2017年8月21日出版）
- スタンドマイヒーローズ コミックアンソロジー（全2巻、2018年1月22日-2018年2月22日出版）

KADOKAWAのコミックス-電撃コミックスNEXT
- ラブライブ！サンシャイン!! コミックアンソロジー by Girls（全1巻、2018年2月9日出版）

集英社「デジタルマーガレット（デジマ）」のコミックス-マーガレットコミックスDIGITAL
- 千早あやかし派遣會社（全7巻、原作：長尾彩子、2018年10月25日 - 2019年8月23日出版、※電子書籍のみ）

KADOKAWA「カドコミ FLOSコミック」のコミックス - フロースコミック
- 勇者様の幼馴染という職業の負けヒロインに転生したので、調合師にジョブチェンジします。（既刊6巻、原作：日峰、2020年6月5日 - 出版中）

### イラスト
集英社コバルト文庫
- 身代わり探偵スピカ 逢いたくても逢えない相棒（著：ココロ直、2009年3月3日出版）
- ひなひめ御指南!（著：御永真幸、2011年12月1日出版）
- うさぎ姫の薬箱 で、出た〜!あやかしだらけのおそろし薬房（著：長尾彩子、2013年6月1日出版）
- うさぎ姫の薬箱 おそろしや最凶巫医のお出ましだ（著：長尾彩子、2013年10月1日出版）
- うさぎ姫の薬箱 誓いの神酒は毒か薬か（著：長尾彩子、2013年12月27日出版）
- 黒猫と伯爵令息 お菓子の家のおかしな事件簿（著：長尾彩子、2015年10月1日出版）
- 死にかけ花嫁と革命の鐘（著：藍川竜樹、2016年4月28日出版）
- 死にかけ聖女と皇帝の帰還（著：藍川竜樹、2016年9月1日出版）
- 夜葬師と霧の侯爵 かりそめ夫婦と迷宮の王（著：白川紺子、2016年12月27日出版）
- 腹へり姫の受難 王子様、食べていいですか?（著：ひずき優、2017年3月31日出版）
- ガラスの靴はいりません! シンデレラの娘と白・黒王子（著：せひらあやみ、2018年12月27日出版）
- ガラスの靴たたき割ります! シンデレラの娘と麗しき侍女（♂）（著：せひらあやみ、2019年2月22日出版、※電子書籍のみ）
- 腹へり姫の災難 スイーツ勝負と甘い恋（著：ひずき優、2019年10月25日出版、※電子書籍のみ）
- 腹へり姫の多難 いにしえの約束は美味しく解決すべし（著：ひずき優、2020年6月26日出版、※電子書籍のみ）

ポプラ社ポプラポケット文庫ガールズ
- カエル王国のプリンセス あたし、お姫様になる!?（著：吉田純子、2014年3月7日出版）
- カエル王国のプリンセス デートの三原則!?（著：吉田純子、2014年6月7日出版）
- カエル王国のプリンセス フレー!フレー!ラブラブ大作戦（著：吉田純子、2014年10月7日出版）
- カエル王国のプリンセス ライバルときどき友だち?（著：吉田純子、2015年1月7日出版）
- カエル王国のプリンセス 王子様はキューピッド?（著：吉田純子、2015年6月8日出版）

KADOKAWAエンターブレインビーズログ文庫
- 姫の婿とり 始まりはさかしまに!（著：御園生みどり、2015年5月15日出版）
- 杖と林檎の秘密結婚 神に捧げる恋の一皿（著：仲村つばき、2016年12月15日出版）
- 杖と林檎の秘密結婚 新婚夫婦のおいしい一皿（著：仲村つばき、2017年4月15日出版）
- 異世界トリップしたその場で食べられちゃいました（著：五十鈴スミレ、2017年9月15日出版）
- 異世界トリップしたその場で食べられちゃいました2（著：五十鈴スミレ、2018年2月15日出版）
- 異世界トリップしたその場で食べられちゃいました3（著：五十鈴スミレ、2018年8月10日出版）
- 250年後に目覚めたら、求婚されました　魔法使いは恋愛初心者につき（著：小野上明夜、2019年3月15日出版）

ポプラ社ポプラポケット文庫
- 初音ミクポケット レターソング（著：夕貴そら、協力：doriko、2015年7月7日出版）

シルフコミックス
- アイ★チュウ コミックアンソロジー（全1巻、2015年12月19日出版）

集英社オレンジ文庫
- 千早あやかし派遣會社（著：長尾彩子、2015年12月17日出版）
- 千早あやかし派遣會社 二人と一豆大福の夏季休暇（著：長尾彩子、2016年2月20日出版）
- 千早あやかし派遣會社 仏の顔も三度まで（著：長尾彩子、2018年1月19日出版）

スターツ出版ケータイ小説文庫
- 好きになれよ、俺のこと。（著：SELEN、2016年6月1日出版）
- クールな同級生と、秘密の婚約!?（著：SELEN、2018年12月25日出版）
- モテモテな憧れ男子と、両想いになりました。～５つの溺愛短編集～（2019年12月25日出版）

KADOKAWA角川ビーンズ文庫
- 天球の星使い きみの祈りを守る歌（著：天川栄人、2017年5月1日出版）
- 多田くんは恋をしない テレサ・ワーグナーの事情（著：中村能子、2018年6月1日出版、※本文挿絵（表紙は谷口淳一郎））

Jパブリッシングフェアリーキス・ピュア
- ガラスの靴は、ネズミがくわえて持ち去りました。（著：ぷにちゃん、2017年2月28日出版）
- 身売りされたので 偽りの婚約者をすることになりました（著：市尾彩佳、2017年9月27日出版）
- この世で一番美しいのは「王子です! 」（著：しき、2018年10月29日出版）
- ドS様なんかいりません! 売れ残りそうなので密かに婚活したら地雷踏んだようです（著：しき、2020年3月27日出版）

KADOKAWA富士見L文庫
- 寺嫁さんのおもてなし 和カフェであやかし癒やします（著：華藤えれな、2017年9月15日出版）
- 寺嫁さんのおもてなし 二 あやかし和カフェでご縁、結びます（著：華藤えれな、2018年3月15日出版）
- 寺嫁さんのおもてなし 三 あやかし和カフェで祝言あげます（著：華藤えれな、2018年9月15日出版）
- 寺嫁さんのおもてなし 四 あやかし和カフェに咲く花をあなたに贈ります（著：華藤えれな、2019年4月15日出版）
- 寺嫁さんのおもてなし 五 あやかし和カフェで幸せご飯をさがします（著：華藤えれな、2019年11月15日出版）

スターツ出版ベリーズ文庫
- 朝から晩まで!?国王陛下の甘い束縛命令（著：真彩-mahya-、2017年11月10日出版）
- 極上社長と結婚恋愛（著：きたみまゆ、2018年3月10日出版）

KADOKAWA魔法のiらんど文庫
- 最強オオカミくんのとなり。（著：春川こばと・岬・美那・花子・七星ドミノ、2017年11月25日出版）

一迅社アイリスNEO
- 待ってて、わたしの王子様（著：朝野りょう、2018年2月2日出版）

KADOKAWA角川つばさ文庫
- スイッチ!1 イケメン地獄はもうカンベン!（著：深海ゆずは、2018年2月15日出版）
- スイッチ!2 デビュー直前! 好きにならないでください!!（著：深海ゆずは、2018年8月15日出版）
- おもしろい話、集めました。E（著：アンソロジー、2018年11月15日出版）
- スイッチ!3 大キライも好きのうち!?（著：深海ゆずは、2018年12月15日出版）
- スイッチ!4 サヨナラだけは絶対にダメです!（著：深海ゆずは、2019年6月15日出版）
- スイッチ!5 離れてなんて、あげません!（著：深海ゆずは、2019年12月13日出版）
- スイッチ!6 どっちかなんて、選べません!（著：深海ゆずは、2020年8月7日出版）
- スイッチ!×こちらパーティー編集部っ! 私たち、入れ替わっちゃった!?（著：深海ゆずは、2020年9月12日出版）
- スイッチ!7 本当の気持ちは…伝えません!（著：深海ゆずは、2020年1月14日出版）
- スイッチ!8 告白なんてしないでください!（著：深海ゆずは、2021年6月9日出版）
- スイッチ!9 ちょっと待った! カレカノ宣言、注意報!（著：深海ゆずは、2022年1月13日出版）
- スイッチ!10 トラブルだらけ! 恋の花さく運動会!?（著：深海ゆずは、2022年6月15日出版）
- スイッチ!11 大キライなはずなのに!?（著：深海ゆずは、2022年11月09日出版）
- おもしろい話、集めました。W（著：アンソロジー、2023年1月12日出版）
- スイッチ!12 私をめぐって勝負です!?（著：深海ゆずは、2023年05月10日出版）
- スイッチ!13 消えた校長!? 伝説のアイドルに挑戦です!（著：深海ゆずは、2023年10月12日出版）
- スイッチ!14 まさか私が恋なんて!?（著：深海ゆずは、2024年5月9日出版）
- スイッチ!15 フィナーレは絶体絶命の文化祭!（著：深海ゆずは、2025年3月12日出版）

新紀元社モーニングスターブックス
- シナリオ通りに退場したのに、いまさらなんの御用ですか?（著：真弓りの、2018年2月21日出版）
- シナリオ通りに退場したのに、いまさらなんの御用ですか?2（著：真弓りの、2019年3月27日出版）

小学館文庫キャラブン!
- 長崎新地中華街の薬屋カフェ（著：江本マシメサ、2018年7月6日出版）
- 長崎新地中華街の薬屋カフェ 中秋の月に照らされて（著：江本マシメサ、2019年2月6日出版）

ポプラ社ポケット・ショコラ
- はじまる恋 キミの音（著：周桜杏子、2019年1月8日出版）
- はじまる恋 キミとショパン（著：周桜杏子、2020年9月9日出版）

スターツ出版野いちご文庫
- どうか、君の笑顔にもう一度逢えますように。（著：ゆいっと、2019年9月25日出版）

一迅社メゾン文庫
- 一乗寺探偵事務所の広辞くんと千世子さん（著：山咲黒、2019年10月10日出版）

新紀元社ポルタ文庫
- 一寸法師と私の殺伐同居生活（著：千冬、2019年11月12日出版）

集英社みらい文庫
- 海色ダイアリー〜おとなりさんは、五つ子アイドル!?〜（著：みゆ、2020年3月19日出版）
- 海色ダイアリー〜五つ子アイドルと、はじめての家出!?〜（著：みゆ、2020年7月17日出版）
- 海色ダイアリー〜五つ子アイドルのひみつの誕生日!?〜（著：みゆ、2020年11月20日出版）
- 海色ダイアリー〜五つ子アイドルの涙の運動会!?〜（著：みゆ、2021年3月19日出版）
- 海色ダイアリー〜五つ子アイドルとせつない夏祭り〜（著：みゆ、2021年7月16日出版）
- 海色ダイアリー〜五つ子アイドルと謎の美少女〜（著：みゆ、2021年11月26日出版）
- 海色ダイアリー〜五つ子アイドルもドキド!? 結亜のモデルオーディション!〜（著：みゆ、2022年3月18日出版）
- 海色ダイアリー〜五つ子アイドルが大ゲンカ!? 二葉の初恋〜（著：みゆ、2022年7月15日出版）
- 海色ダイアリー〜五つ子アイドルと五河の夢〜（著：みゆ、2022年12月16日出版）
- 海色ダイアリー〜五つ子アイドルもワクワク! 結亜と四季のファッションショー〜（著：みゆ、2023年4月21日出版）
- 海色ダイアリー〜五つ子アイドルと真夜中の歌い手〜（著：みゆ、2023年9月15日出版）
- 海色ダイアリー〜五つ子アイドルと告白の行方！ 一星の舞台デビュー〜（著：みゆ、2024年3月22日出版）
- 海色ダイアリー〜五つ子アイドルとバレンタイン 二葉の特別なチョコレート〜（著：みゆ、2024年7月19日出版）
- 海色ダイアリー〜五つ子アイドルのホワイトデー 五河と海の水晶〜（著：みゆ、2024年11月22日出版）
- 海色ダイアリー〜五つ子アイドルと、結亜のはじめてのステージ!〜（著：みゆ、2025年4月18日出版）

メディアワークス文庫
- 目的地はお決まりですか? 〜森沢観光どこでも課〜（著：神戸遥真、2020年4月25日出版）

アルファポリス文庫
- 今日から、契約家族はじめます（著：浅名ゆうな、2020年6月17日出版）
- 今日から、契約家族はじめます2（著：浅名ゆうな、2021年3月18日出版）

スターツ出版野いちごジュニア文庫
- 超モテ男子とヒミツ婚!?（著：SELEN、2022年2月20日出版）
- どうか、キミの笑顔にもう一度会えますように。（著：ゆいっと、2022年2月20日出版）

ポプラ社ポプラキミノベル
- おちゃめなふたご（著：イーニッド・ブライトン、訳：田中亜希子、2023年8月25日出版）
- おちゃめなふたごの秘密 （著：イーニッド・ブライトン、訳：田中亜希子、2023年9月13日出版）
- おちゃめなふたごの探偵ノート・新学期（著：イーニッド・ブライトン、訳：田中亜希子、2025年5月14日出版）

## コミックス未収録作品リスト
- 初色共想曲☆（デビュー作）
  - りぼん冬休みびっくり大増刊号 2004年掲載
- コトリの恋も3度
  - りぼん春のびっくり大増刊号 2005年
- 深海エトランゼ
  - りぼんオリジナル 2005年8月号
- 追憶のグランドムーン
  - りぼんオリジナル 2005年10月号
- 君のココいちばん★
  - りぼん 冬休みチャレンジ!大増刊号 2006年
- 雨ときどきラビリンス
  - RIBONオリジナル 2006年6月号
- 捧ぐ想いは花めぐり
  - りぼん 春の超びっくり大増刊号 2007年
- 街角ノスタルジィ
  - りぼん お正月大増刊号りぼんスペシャル 2007年
- 臆病王子ロマンチカ
  - 月刊プリンセス 2014年7月号
- 猫乃木さんのあやかし事情（原作：望月もらん）
  - りぼん スペシャルミント 2015年
- NMB48 22ndシングル「初恋至上主義」発売記念！キュンコマ漫画
  - メンバーが考えたキュンコマ漫画！NMB48 菖蒲まりん ✕ 加々見絵里　2019年
  - メンバーが考えたキュンコマ漫画！NMB48 前田令子 ✕ 加々見絵里　2019年